# Faysel Kasmi
Pour les articles homonymes, voir Kasmi.
Faysel Kasmi, né le 31 octobre 1995 à Anvers (Belgique), est un footballeur belgo-marocain, évoluant au poste de milieu de terrain

## Biographie
Le 5 juillet 2015, il est prêté en même temps que son coéquipier Ahmed El Messaoudi au Standard de Liège, avec option d'achat. Utilisé par Slavo Muslin en début de saison, il n'entre pas dans les plans du nouvel entraîneur Yannick Ferrera, arrivé en septembre 2015, et fait alors son retour au Lierse SK dès janvier 2016.

## Carrière
| Saison                | Club                     | Championnat           | Championnat | Championnat | Coupe(s) nationale(s) | Coupe(s) nationale(s) | Compétition(s) continentale(s) | Compétition(s) continentale(s) | Compétition(s) continentale(s) | Total | Total |
| Saison                | Club                     | Division              | M.          | B.          | M.                    | B.                    | Comp.                          | M.                             | B.                             | M.    | B.    |
| 2013-2014             | Lierse SK                | Jupiler Pro League    | 8           | 0           | -                     | -                     | -                              | -                              | -                              | 8     | 0     |
| 2014-2015             | Lierse SK                | Jupiler Pro League    | 23          | 6           | 2                     | 0                     | -                              | -                              | -                              | 25    | 6     |
| 2015                  | Standard de Liège (prêt) | Jupiler Pro League    | 4           | 0           | 1                     | 0                     | C3                             | 1                              | 0                              | 6     | 0     |
| 2016                  | Omonia Nicosie (prêt)    | First Division        | -           | -           | -                     | -                     | -                              | -                              | -                              | 0     | 0     |
| Total sur la carrière | Total sur la carrière    | Total sur la carrière | 35          | 6           | 3                     | 0                     | -                              | 1                              | 0                              | 39    | 6     |